# 切爾尼吉夫卡 (多馬尼夫卡區)
47°23′34″N 31°1′53″E / 47.39278°N 31.03139°E
切爾尼吉夫卡（烏克蘭語：Чернігівка），是烏克蘭南部的村莊，隸屬尼古拉耶夫州的沃茲涅先斯克區。該村面積0.49平方公里，海拔高度25米，2001年人口92，人口密度每平方公里189.7人。